# راشد قمبر (لاعب كرة قدم بحريني)
راشد قمبر (مواليد 26 فبراير 1981 في البحرين) هو لاعب كرة قدم بحريني سابق كان يجيد اللعب في مركز قلب الدفاع وبدرجة أقل الظهير الأيسر.

## روابط خارجية
- راشد قمبر على موقع قاعدة بيانات كرة القدم.إي يو (الإنجليزية)
- راشد قمبر على موقع Soccerway.com (الإنجليزية)